# University of New South Wales
University of New South Wales  är beläget i Kensington i de exklusiva östra förorterna, Eastern Suburbs av Sydney.
Universitetet har filialer i fem andra delar av Sydney samt i Canberra och Singapore. Det grundades 1949 med stark tonvikt på tekniska ämnen och hade då namnet New South Wales University of Technology. Idag har universitetet, som har cirka 40 000 studenter, ett mycket brett utbud av fakulteter. Det ingår i ett nätverk mellan de mest välrenommerade universiteten i Australien, motsvarande USA:s "Ivy League" och man har utväxlingsprogram med Chalmers i Göteborg, Uppsala universitet, Kungliga Tekniska högskolan och Luleå tekniska universitet. Genom sitt medlemskap i Universitas 21 har man samarbete även med Lunds universitet.
Studenterna retas gärna vänskapligt med studenterna vid University of Sydney om vilket av universiteten som är stadens främsta.
På området finns ett antal spännande byggnader. Bland de främsta är centralbyggnaden "Scientia" och den ekologiska "the Red Centre" - som fått sitt namn efter Australiens jättelika inland. School of Photovoltaic and Renewable Energy Engineering är en del av skolan.